# ユーロフィン
ユーロフィン（フランス語: Eurofins Scientific SE）は、食品や環境試料等の分析、環境コンサルタント、遺伝子検査事業などを行う企業グループ。多数のグループ企業を傘下に持つが、グローバル本社はルクセンブルクに置かれている。従業員数は約6万人。60ヶ国・950か所の研究所で事業を行い、2021年度の売上高は67億ユーロであった。

## 事業
ワインに添加された砂糖を検出する真正分析手法「SNIF-NMR」技術を上市する目的で1987年に創業。20万種類の分析手法を持ち、分析サービスを実施する。SNIF-NMRはSite Specific Natural Isotope Fractionation Studied by Nuclear Magnetic Resonanceの略で、位置特異的天然同位体の核磁気共鳴分析法である。
積極的なM&Aで事業を拡大しており、2005年にはドイツのMWG-バイオテック社を買収。2011年には1億5千万ユーロでアメリカのランカスターラボラトリー社 (Lancaster Laboratories) を買収。2012年4月には、横浜市金沢区の日本環境株式会社を買収し、ユーロフィン日本環境株式会社とした。さらに2021年7月に川崎市幸区にある富士通グループの信頼性評価試験を担っている富士通クオリティ・ラボ株式会社を買収し、ユーロフィンFQLとした。

## 日本におけるユーロフィン
日本法人は、管理会社として「Eurofins NBLSC Environment Testing Japan株式会社」と「ユーロフィン・エヌエスシー・ジャパン株式会社」があり、他に以下のユーロフィン関係企業がある。
- ユーロフィン日本環境株式会社
- ユーロフィン日本総研株式会社
- ユーロフィン・プロダクト・テスティング株式会社
- ユーロフィン・フード・テスティング株式会社
- ユーロフィンアグロ分析コンサルタント株式会社
- ユーロフィンジェノミクス株式会社
- ユーロフィンDNA Synthesis株式会社
- ユーロフィンクリニカルジェネティクス株式会社
- ユーロフィン分析科学研究所株式会社
- ユーロフィンイーエージー株式会社
- ユーロフィンFQL株式会社
- ユーロフィンアーステクノ株式会社
- GeneTech株式会社
- ユーロフィンジェネティックラボ株式会社
- ユーロフィンQKEN株式会社
- 株式会社太平環境科学センター
- 富士通クオリティ・ラボ・環境センター株式会社